# .50-110 Winchester
.50-110 WCF  (також відомий як .50-100-450 WCF, з іншими зарядами) найпотужніший набій для важільної гвинтівки 1886 Winchester, з енергією в 8135 Дж. 

## Опис

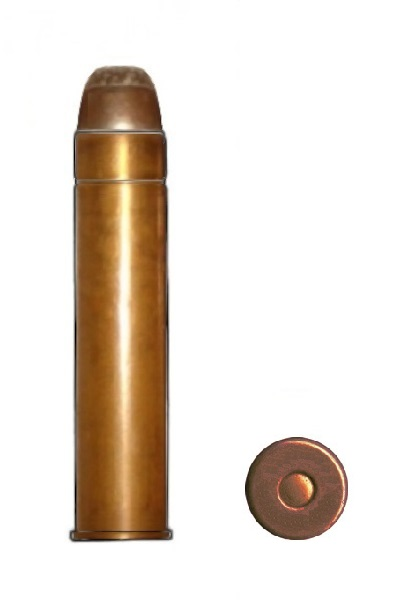
.50-110 WCF.

Набій було представлено в 1899 році для магазинної гвинтівки Winchester Model 1886, крім того набій .50-110 WCF використовували в однозарядній зброї, наприклад, в гвинтівці Winchester 1885 Hi-Wall. Невеликі відмінності у вазі заряду в однакових гільзах привели до помилкової думки, що це були різні набої, хоча насправді це були однакові набої.
Розроблений під димний порох, в набої .50-110 також використовували заряди бездимного пороху, які можна порівняти з британськими слонобійними набоями. За потужністю, стандартні заряди можна порівняти з сучасним британським набоєм .500 Black Powder Express.  Він є достатнім для полювання на оленів, лосей, та ведмедів на середніх відстанях або в лісах та тонкошкіру африканську дичину, наприклад, слонів. Заряд бездимного пороху за швидкістю можна порівняти з набоєм .444 Marlin, а за потужністю він перевершує набої .348 та .358 Winchester.
Компанія Вінчестер пропонувала набій на комерційному ринку до 1935 року і його до сих пір пропонують деякі постачальники, через свою застарілість набій є дорожчим за сучасні зразки — середня вартість від 3 до 4 дол. США за набій. Крім того, більшість сучасної зброї, наприклад, нова гвинтівка Браунінг 1886  71 Winchester та нова 1886 Winchester, зроблені в Японії, можуть витримувати набагато вищі тиски, а набій 50–110 WCF може мати енергію в 8135 Дж. 

## Параметри

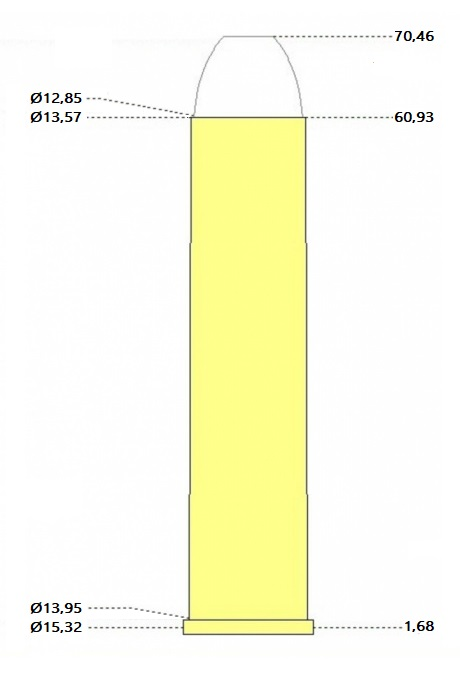